# Grupo afim
Na matemática, o grupo afim de alguns espaços afins sobre um campo K é o grupo de toda a invertível transformação afim do espaço nse. É o produto semidireto de K n e de GL (n, K). É um conjuto falso de K, caso ele seja  o campo real ou complexo.
Uma respresentação possível da matriz de uma transformação afim dada por um par:
(M, v),
onde M é uma matriz, K excedente do n×n, e v um vetor da coluna n×1, é
(n + 1) × (n + 1)
sendo a matriz:
(M*|v*).
Aqui M* é (n + 1); a matriz do ×n foi, de dada forma adicionando uma fileira do zero abaixo de M, e o v* é a matriz da coluna do tamanho n + 1 dado forma adicionando uma entrada 1 abaixo do V.
Uma respresentação similar é toda a (n + 1) matriz do × (n + 1) cujas colunas somarem a 1. A similaridade P para passar do tipo acima a este tipo é (n + 1) a matriz da identidade do × (n + 1) com a fileira inferior substituída por uma fileira de todas as.
Cada uma destas duas classes das matrizes é fechada sob a multiplicação da matriz.